# Morphologie du tsez
Pour un article plus général, voir Tsez.

## Les noms
Les noms sont fléchis en fonction du nombre et du cas. Ils sont associés à des classes nominales.

### Le nombre
Les noms peuvent être au singulier ou au pluriel. Le pluriel se forme en ajoutant -bi au radical à l’absolutif : besuro (poisson) → besuro-bi (poissons). Aux autres cas, le suffixe est -za; ainsi, "des poissons (génitif)" devient besuro-za-s.

### Les cas
Il existe 8 cas syntaxiques, et un bien plus grand nombre de cas locatifs, qui distinguent trois catégories : la position, l’orientation et la direction. Donc, si l’on tient compte à la fois des cas locatifs et non locatifs, on arrive à un total de 64.
Le tsez est une langue ergative, ce qui signifie qu’il ne fait pas de distinction entre le sujet d’une phrase intransitive et l’objet d’une phrase transitive : les deux se trouvent au cas absolutif, non marqué, et le sujet de la phrase transitive est au cas ergatif.
Selon Ramazan Rajabov, pour 42 % seulement des noms le radical oblique est différent du radical absolutif. Pour certains noms, c’est leur structure interne qui change (par exemple une voyelle), tandis que pour d’autres on ajoute à la fin ce qu’on appelle un "suffixe thématique" (on en recense une vingtaine), qui sera suivi des autres suffixes casuels. Par exemple, le mot qui signifie « langue » ou « langage », est mec, mais son radical oblique est mecr- : le pluriel est donc mecrebi, l’ergatif  mecrā, etc. Rajabov remarque qu’il est parfois difficile, même pour des locuteurs natifs, de choisir correctement le suffixe thématique. Ces suffixes trouvent probablement leur origine dans deux formes différentes de pluriel, de la même manière qu’en anglais le mot children (enfants) possède en fait deux désinences archaïques du pluriel, -(e)r et -en. En tsez il est même possible parfois d’utiliser aussi bien le pluriel archaïque que la forme normale et plus productive -bi pour un même mot.

#### Suffixes des cas syntaxiques
|              | singulier | pluriel  |
| ------------ | --------- | -------- |
| Absolutif    | -∅        | -bi      |
| Ergatif      | -ā        | -z-ā     |
| Génitif-1    | -(e)s     | -za-s    |
| Génitif-2    | -(e)z     | -za-z    |
| Datif        | -(e)r     | -za-r    |
| Instrumental | -(e)d     | -za-d    |
| Équatif-1    | -ce       | -za-ce   |
| Équatif-2    | -qʼāy     | -za-qʼāy |

La différence entre les deux cas génitifs est que le premier est utilisé comme attribut d’un nom principal absolutif, et le second d’un oblique. Le génitif-1 sera donc utilisé dans des expressions telles que žekʼu-s is (le taureau de l’homme), alors que le génitif-2 sera utilisé dans žekʼu-z is-er (pour le taureau de l’homme).
L’équatif-1 est utilisé pour effectuer des comparaisons, comme dans besuro-ce (comme un poisson) ; il peut aussi être associé à d’autres cas.
Rajabov suggère 3 cas syntaxiques supplémentaires, à savoir le possessif-1 (-łay), le possessif-2 (-xu), et l’abessif (-tay). Cependant, leur statut peut faire débat, car ils semblent présenter à la fois des tendances flexionnelles et dérivationnelles.

#### Suffixes des cas locatifs
|               | Essif          | Latif                | Ablatif          | Allatif                   | signification           |
| ------------- | -------------- | -------------------- | ---------------- | ------------------------- | ----------------------- |
| In—           | -ā -āz         | -ā-r -āz-a-r         | -āy -āz-ay       | -āɣor -āz-a               | = dans (un objet creux) |
| Cont—         | -ł -ł-āz       | -ł-er -ł-āz-a-r      | -ł-āy -ł-āz-ay   | -ł-xor -ł-āz-a            | = au sein de, parmi     |
| Super—        | -ƛʼ(o) -ƛʼ-āz  | -ƛʼo-r -ƛʼ-āz-a-r    | -ƛʼ-āy -ƛʼ-āz-ay | -ƛʼ-āɣor, -ƛʼ-ār -ƛʼ-āz-a | = sur (horizontal)      |
| Sub—          | -ƛ -ƛ-āz       | -ƛ-er -ƛ-āz-a-r      | -ƛ-āy -ƛ-āz-ay   | -ƛ-xor -ƛ-āz-a            | = sous                  |
| Ad—           | -x(o) -x-āz    | -xo-r -x-āz-a-r      | -x-āy -x-āz-ay   | -x-āɣor, -x-ā-r -x-āz-a   | = à                     |
| Apud—         | -de -d-āz      | -de-r -d-āz-a-r      | -d-āy -d-āz-ay   | -d-āɣor, -d-ā-r -d-āz-a   | = près de               |
| Poss—         | -q(o) -q-āz    | -qo-r -q-āz-a-r      | -q-āy -q-āz-ay   | -q-āɣor, -q-ā-r -q-āz-a   | = sur (vertical)        |
| signification | = à (position) | = vers (destination) | = de (origine)   | = en direction de         |                         |

Parmi les formes indiquées, celle du dessus indique la forme non-distale (c’est-à-dire proche), celle du dessous, la forme distale (= éloignée) du suffixe. Au non-distal il existe parfois deux formes semblables pour l’allatif. La voyelle épenthétique o entre parenthèses apparaît derrière des radicaux nominaux se terminant par une consonne ; ainsi, « à côté du taureau » se traduit is-xo, alors que « à côté du poisson » se dit besuro-x.

### Les classes nominales
Le tsez distingue quatre classes nominales au singulier, et deux au pluriel. Elles sont indiquées par des préfixes attachés aux verbes, aux adjectifs, à différentes postpositions telles que -oƛƛʼo ("entre") ou -iłe ("comme") et à la particule emphatique -uy pour s’accorder avec le nom. L’accord n’est possible que pour les mots commençant par une voyelle ou une voyelle pharyngalisée, mais on trouve aussi quelques mots commençant par une voyelle qui ne prennent pas ces préfixes.
| Classe | Singulier | Pluriel | Attribution                                              |
| ------ | --------- | ------- | -------------------------------------------------------- |
| I      | ∅-        | b-      | personnes de sexe masculin seulement                     |
| II     | y-        | r-      | personnes de sexe féminin et objets inanimés (ex: livre) |
| III    | b-        | r-      | animaux et objets inanimés (ex: soleil)                  |
| IV     | r-        | r-      | objets inanimés seulement (ex: eau)                      |

Comme les objets inanimés couvrent les classes II, III et IV, il n’est pas évident de déterminer à quelle classe un objet inanimé doit appartenir. Cependant, certaines tendances basées sur le champ sémantique des noms se dégagent. Les noms dénotant des objets susceptibles de se déplacer (comme : soleil, lune, étoile, éclair, voiture, train) appartiennent habituellement à la classe III, alors que les produits qui se rapportent traditionnellement au travail des femmes (comme : vêtements, baies, et aussi lait) relèvent souvent de la classe II. Les vêtements faits de cuir sont — de même que le mot signifiant cuir lui-même — habituellement assignés à la classe III, en raison de leur relation avec les animaux. La classe IV incluait originellement des termes abstraits, des noms collectifs et de masse, tels que : eau, sel, ciel ou vent. Les matériaux semblent souvent déterminer des classes nominales : "chaise" and "bois" sont tous deux des noms de classe IV. La forme aussi semble avoir une influence (les choses plates sont associées à la classe II, les choses rondes à la classe III, et les choses longues à la classe IV). De la même manière, les noms propres sont assignés à la classe des noms qu’ils dénotent. Ainsi, Patʼi ("Fatima") est assigné à la classe II, parce qu’il s’agit d’un nom féminin, et Asaq (un village tsez) appartient à la classe III, parce que "village" (ʕaƛʼ) appartient au même groupe. Quant aux nouveaux mots d’emprunt, ils sont assignés à la classe nominale d’un mot tsez existant et sémantiquement similaire. Il est intéressant de remarquer que, d’après des expériences, les locuteurs Tsez n’assignent aucune classe nominale à des mots nouveaux qu’ils ne connaissent pas ou dont ils ne savent pas à quoi ressemble le signifié concerné.
Certaines désinences dérivationnelles exigent aussi une classe nominale spécifique : voir plus loin la section concernant la dérivation.
Les verbes et les adverbes s’accordent toujours avec l’argument absolutif de la proposition, sans égard à sa transitivité ou son intransitivité.
S’il y a plus d’un argument absolutif lié par la conjonction -n(o) ("et"), et que l’un d’entre eux appartient à la première classe nominale, alors c’est le pluriel de la classe I qui gouverne l’accord pour la proposition ; sinon, c’est le pluriel de la classe II/III/IV. Comparez :
| kid-no                                 | uži-n            | b-ay-si          |
| fille[II]:ABS-et                       | garçon[I]:ABS-et | IPL-venir-PSTWIT |
| "Une fille et un garçon sont arrivés." |                  |                  |
et :
| kid-no                               | meši-n           | r-ay-si           |
| fille[II]:ABS-et                     | veau[III]:ABS-et | IIPL-venir-PSTWIT |
| "Une fille et un veau sont arrivés." |                  |                   |
NB: PSTWIT = passé attesté

## Les pronoms

### Pronoms personnels
Les pronoms personnels existent en tsez seulement à la 1re et à la 2e personne; pour la 3e personne, on utilise les démonstratifs že (singulier) and žedi (pluriel). Comme les pronoms personnels au singulier ont la même forme à l’absolutif et à l’ergatif, une phrase telle que Di mi okʼsi est ambiguë, car elle peut signifier à la fois « Je t’ai frappé » et « Tu m’as frappé », en raison de l’ordre relativement libre des mots. Cependant, ils possèdent une forme différente aux cas obliques et une forme irrégulière au génitif-1, la même que les pronoms pluriels. Les pronoms singuliers ont aussi les mêmes formes pour l’ensemble des quatre classes nominales, tandis qu’au pluriel cette distinction est marquée, comme indiqué dans le tableau ci-dessous.
|                   |                   | classe I   | classes II-IV |
| ----------------- | ----------------- | ---------- | ------------- |
| 1re pers. sg.     | abs. & erg.       | di         |               |
| 1re pers. sg.     | oblique           | dā-        |               |
| 1re pers. sg.     | génitif-1         | dey        |               |
| 2e pers. sg.      | abs. & erg        | mi         |               |
| 2e pers. sg.      | oblique           | debe- dow- |               |
| 2e pers. sg.      | génitif-1         | debi       |               |
| 1re pers. pl.     | absolutif         | eli        | ela           |
| oblique           | elu-              | ela-       |               |
| génitif-1 spécial | eli               |            |               |
| génitif-2 spécial | eliz              |            |               |
| 2e pers. pl.      | absolutif         | meži       | meža          |
| 2e pers. pl.      | oblique           | mežu-      | meža-         |
| 2e pers. pl.      | génitif-1 spécial | meži       |               |
| 2e pers. pl.      | génitif-2 spécial | mežiz      |               |

Il existe aussi un pronom personnel réfléchi, signifiant "soi-même", qui est žo (= self) ou ne- (= oneself) à la forme oblique.

### Pronoms démonstratifs
Les pronoms démonstratifs sont des suffixes attachés au nom concerné. Ils sont fléchis en fonction de la classe nominale, du nombre et du cas, et ils présentent une distinction binaire entre le proximal (proche, comme en français : "ceci / ceux-ci") et distal (éloigné, français : "cela / ceux-là"), ces derniers étant aussi utilisés en place de pronoms personnels à la 3e personne.
Les formes obliques sont utilisées de manière attributive, et aussi en tant que base à laquelle d’autres suffixes casuels (obliques) peuvent être attachés.
|          |           | Singulier | Singulier     | Pluriel  | Pluriel       |
|          |           | Classe I  | Classes II-IV | Classe I | Classes II-IV |
| -------- | --------- | --------- | ------------- | -------- | ------------- |
| Proximal | Absolutif | -da       | -du           | -ziri    |               |
| Proximal | Oblique   | -si       | -ła-, -ł      | -zi      | -za           |
| Distal   | Absolutif | že        | žedi          |          |               |
| Distal   | Oblique   | nesi      | neło, neł     | žedu     | žeda          |

### Pronoms interrogatifs
Les pronoms interrogatifs distinguent entre l’humain ("qui? ") et le non-humain ("qu’est-ce qui?")  aux formes obliques seulement, mais pas à l’absolutif. Les pronoms interrogatifs de la catégorie "non-humain" requièrent l’affixe de la classe IV lorsqu’ils déclenchent un accord.
Les pronoms interrogatifs qui remplacent un complément (comme "quand?" ou "pourquoi?") se présentent habituellement au début de la phrase, alors que ceux qui remplacent un terme ("qui?", "que, qu’est-ce que?", etc.) figurent souvent à l’endroit du terme qu’ils remplacent. Cependant, ils peuvent eux aussi être placés en tête pour effectuer un lien dans un discours particulier. Ainsi, le mot šebi placé en tête pourrait être traduit par "Quelle chose...?" au lieu de "Que / qu’est-ce que...?".
|           | Humain | Non-humain |
| --------- | ------ | ---------- |
| Absolutif | šebi   |            |
| Oblique   | łā     | łina       |
| Ergatif   | łu     | łinā       |

Parmi les autres pronoms interrogatifs, on peut citer:
- dice ("combien?", anglais "how much?")
- didiyu ("lequel?")
- didur ("comment?")
- łina-s ("pourquoi?") ; ceci semble être la forme du génitif-1 du pronom interrogatif oblique non-humain
- nā ("où?") ; radical na-
- neti ("quand?")
- šidā ("pourquoi?")
- šomo ("combien?", anglais "how many?")

## Les verbes
Le tsez possède une riche morphologie verbale, tenant compte de nombreuses catégories. Malgré la complexité de la conjugaison, le seul verbe authentiquement irrégulier est le verbe être, avec ses formes yoł (présent), ānu (présent negatif), zow- (passé), etc. Il existe 4 groupes morphologiques, distingués par le phonème final du radical. Le premier groupe finit par une consonne, le second en i, le troisième en -u, et le quatrième groupe comprend les verbes qui se terminent alternativement par -d (devant une voyelle) et -y (ailleurs).

### Temps, aspect, mode
Il existe cinq formes temporelles-aspectuelles à l’indicatif, comme indiqué dans le tableau ci-après, qui présente des exemples de verbes avec radical à terminaison vocalique et consonantique.
| Forme             | Suffixe                                                                  | Avec -iš- ("manger") | Avec -esu- ("trouver") |
| ----------------- | ------------------------------------------------------------------------ | -------------------- | ---------------------- |
| passé attesté     | -n(o)                                                                    | -iš-no "a mangé"     | -esu-n "a trouvé"      |
| passé non attesté | -s(i)                                                                    | -iš-si "a mangé"     | -esu-s "a trouvé"      |
| présent           | -x(o)                                                                    | -iš-xo "mange"       | -esu-x "trouve"        |
| futur défini      | -an                                                                      | -iš-an "mangera"     | -esʷ-an "trouvera"     |
| futur indéfini    | transformation en ā de la voyelle du radical devant la dernière consonne | -āš "mangera"        | -āsu "trouvera"        |

- Dans les phrases interrogatives (questions "qui", "quoi", "quand", etc.), le suffixe du passé attesté est -ā au lieu de -s(i).
- Dans les questions de type oui/non, le verbe à une forme définie prend une terminaison additionnelle -ā, sauf au passé attesté, qui prend -iyā (après une consonne) ou -yā (après une voyelle).
- La distinction entre les deux temps futurs est que le futur défini sous-entend une volonté du locuteur ("Je veux faire quelque chose et vais le faire..."), et n’est utilisé qu’à la 1re personne, tandis que le futur indéfini, sans connotation de volonté, tend à être utilisé aux 2e et 3e personnes.
- Les autres modes sont formés comme suit :
  - L’impératif est dépourvu de suffixe dans le cas des verbes intransitifs (par ex. -ikʼi! "va!"), et prend le suffixe -o s’il s’agit d’un verbe transitif  (par ex. -tʼetʼr-o! "lis!"); le verbe est alors habituellement placé en position initiale dans la phrase.
  - L’optatif s’obtient en ajoutant un -ƛ à la forme impérative, par ex. tʼetʼr-o-ƛ! ("qu’il lise!").
- Il existe aussi une grande variété de formes verbales analytiques:
  - futur emphatique = infinitif + "être" (au présent); ex. -ikʼ-a yoł ("irai")
  - aspect continu = gérondif imparfait + "être" (à la forme temporelle-aspectuelle appropriée) ; ex. -ikʼi-x zow-si ("était en train de partir")
  - aspect perfectif = gérondif parfait + "être" ; ex. -ikʼi-n zow-si ("était parti")
  - temps parfait = participe résultatif + "être" ; ex. -ikʼ-āsi zow-si ("était parti")
  - intentionnel = participe présent + "être" ; ex. -ikʼi-xo-si zow-si ("avait l’intention de partir")
  - résultatif = gérondif imperfectif/perfectif + participe résultatif de -iči- ("être situé") + "être" ; ex. ikʼi-n -ič-ā-si zow-si ("était parti") ou ikʼi-x -ič-ā-si zow-si ("se trouvait dans l’état d’être en route à partir d’ici").

### La négation
Le principal suffixe négatif à l’indicatif est -čʼV', où V est une voyelle variable en fonction du temps / aspect / mode du verbe ; il s’insère après le radical verbal. Ainsi, avec le verbe -ikʼi- (aller, partir), les formes suivantes sont possibles :
| Forme                     | Suffixe négatif                   | Avec -ikʼi- ("aller")                         |
| ------------------------- | --------------------------------- | --------------------------------------------- |
| négatif passé non attesté | -čʼey-                            | -ikʼi-čʼey "n’est pas allé"                   |
| négatif passé attesté     | -čʼu-                             | -ikʼi-čʼu-s or -ikʼi-čʼu "n’est pas allé"     |
| négatif présent           | -ānu- (négatif présent de "être") | -ikʼi-x-ānu "ne va pas"                       |
| négatif futur défini      | -čʼi-                             | -ikʼ-ā-čʼi-n "n’ira pas"                      |
| négatif futur indéfini    | -čʼi-                             | -ākʼi-čʼi "n’ira pas" (alternance vocalique!) |

- Le prohibitif (c’est-à-dire l’impératif négatif) s’exprime par l’ajout du suffixe -no à la forme du futur indéfini du verbe, ex. -āš-no! ("ne mange pas!").
- L’optatif négatif s’obtient en ajoutant simplement -ƛ à la forme précédente : āš-no-ƛ ("qu’il ne mange pas!").

### Formes non conjuguées
Les participes se comportent comme les adjectifs et varient uniquement en fonction de l’accord de classe, qui se présente sous forme d’un affixe. Il y a plusieurs sortes de participes en tsez :
| Forme                        | Suffixe                       | Avec -iš- ("manger")                        |
| ---------------------------- | ----------------------------- | ------------------------------------------- |
| participe passé              | -ru (voyelle radical → ā)     | -āš-ru "ayant mangé"                        |
| participe passé négatif      | -čʼi-ru (voyelle radical → ā) | -āš-čʼi-ru "n’ayant pas mangé"              |
| participe résultatif         | -ā-si                         | -iš-ā-si "dans l’état d’avoir mangé"        |
| participe résultatif négatif | -ani                          | -iš-ani "dans l’état de ne pas avoir mangé" |
| participe présent            | -xo-si                        | -iš-xo-si "mangeant"                        |
| participe présent négatif    | -x-ānu-si                     | -iš-x-ānu-si "ne mangeant pas"              |

Les coverbes, tels que les gérondifs et les adverbes verbaux, sont très nombreux en tsez. La liste qui suit n’en fournit qu’un recensement incomplet. Le tableau illustre la relation entre le coverbe temporel (C) et le verbe principal (V) :
| Relation entre C et V | Relation entre C et V | Suffixe                    | Avec -ikʼi- ("(s’en) aller")                              |
| --------------------- | --------------------- | -------------------------- | --------------------------------------------------------- |
| C et V simultanés     | manière de l’action   | -x                         | -ikʼi-x                                                   |
| C et V simultanés     | ponctuel              | -ƛʼ                        | -ikʼi-ƛʼ                                                  |
| C et V simultanés     | simultané simple      | -ƛʼorey / -zey             | -ikʼi-ƛʼorey / -ikʼi-zey "pendant qu’il (s’en) va/allait" |
| C précède V           | manière de l’action   | -n                         | -ikʼi-n                                                   |
| C précède V           | antérieur simple      | -nosi                      | -ikʼi-nosi "après qu’il (s’en) va/alla"                   |
| C précède V           | antérieur immédiat    | -run (voyelle radical → ā) | -ākʼi-run "juste après qu’il (s’en) va/alla"              |
| C suit V              | postérieur simple     | -zaƛʼor                    | -ikʼi-zaƛʼor "avant qu’il (s’en) aille/allât"             |
| C suit V              | terminatif            | -a-ce                      | -ikʼ-a-ce "jusqu’à ce qu’il (s’en) aille/allât"           |

- On peut citer d’autres coverbes non temporels, tels que :
  - les coverbes perfectifs (complétifs) et imperfectifs, identiques aux formes du passé et du présent non attestés, soit respectivement : -n(o) et -x(o)
  - le coverbe locatif : -z-ā, avec transformation de la voyelle du radical en ā
  - le coverbe causal : -xoy, -za-ƛʼ ou -za-q; ex. iš-nāy ("en raison de (son) départ")
  - le coverbe conditionnel : -nāy ou -łi ; ex. iš-nāy ("s’il mange")
  - le coverbe concessif : -łin
  - l’infinitif: -a; ex. -iš-a ("manger")
- le nom verbal (déverbal) : -(a)ni ; ex. -iš-ani ("le fait de manger") et -rečʼ-ni ("le fait de couper")

### Potentiel et causatif
Le mode potentiel est caractérisé par le suffixe -(e)ł, tandis que le suffixe du mode causatif est -(e)r. Là aussi, la voyelle épenthétique tombe lorsque le radical se termine par une voyelle ou lorsqu’un autre suffixe commençant par une voyelle se trouve attaché. En présence du suffixe -an du futur défini, par exemple, la voyelle épenthétique doit s’effacer : iš-er ("[il] le fait manger"), mais iš-r-an ("[il] le fera manger").

## Les particules
Le tsez dispose d’une riche collection de particules, dont la plupart interviennent en tant que clitiques. La particule -tow traduit l’insistance en général, tandis que -kin indique l’instance générale et la focalisation. Un constituant topicalisé de manière contrastive est marqué par la particule -gon. Comme ces particules sont clitiques, elles peuvent être attachées à n’importe quelle partie du discours. Il existe aussi une particule de citation, utilisée pour rapporter un discours en style direct et qui apparaît sous la forme du suffixe-ƛin, toujours placé à la fin de la proposition ou de la phrase citée. Exemple : Di žekʼu yołƛin eƛix kʼetʼā ("'Je suis un homme', dit le chat"). On peut encore citer d’autres particules comme hudu ("oui, c’est ainsi") ou āy ("non").

## La formation des mots

### Dérivation

#### Suffixes de formation des noms
La liste qui suit est une sélection de suffixes utilisés pour former des noms à partir d’autres parties du discours aussi bien que d’autres noms.
- -bi / -zi (ajouté à des noms de lieux): habitants
ex. Newo-bi / Newo-zi ("habitant de Mokok", de Newo "Mokok")
- -łi (ajouté à des noms à l’absolutif singulier ou à des adjectifs à la forme de la classe IV) : noms abstraits et occupations
ex. laɣ-łi ("esclavage", de laɣ "esclave"), učitel-łi ("enseignement", emprunté au russe učitel "enseignant"), r-igu-łi ("grâce, gentillesse", de -igu "bon")
- -kʼu (ajouté à des verbes à la forme du radical itératif) : instruments ou descriptions personnelles
ex. ˁuƛʼno-kʼu ("poltron", de ˁuƛʼ-, "avoir peur"), "), ˁiya-kʼu ("pleureur", de ˁiyad-, "pleurer")
- -ni (ajouté à des radicaux verbaux et à des noms onomatopiques): noms abstraits
ex. rečʼ-ni ("acuité", de rečʼ- "couper"), ˁoy-ni ("meuglement", de ˁoy "meugler")
- -qu (ajouté à des noms à leur radical oblique) ou le suffixe avar moins utilisé -qan: contenant ou occupation
ex. magala-qu ("boulanger"), bocʼ-a-qu ("piège à loups"), qido-qan ("maçon")
- -qʼoy / -qoy / -ħoy (ajouté à des radicaux nominaux au cas oblique singulier): objets enveloppants
ex. reƛʼi-qoy ("gant", de reƛʼa "main")
- -yo (ajouté au latif singulier d’un nom): possesseur
ex. kotʼu-r-yo ("homme barbu", de kotʼu "barbe").

#### Suffixes de formation des adjectifs
Les suffixes suivants peuvent être utilisés pour dériver des adjectifs à partir d’autres mots :
- -mu (ajouté à un nom absolutif singulier, un adjectif ou un verbe): adjectif simple
ex. boryo-mu ("maladif", from boryo "douloureux, blessé"), atʼi-mu ("vert (pas mûr)", de atʼiy "humide"), šakarya-mu ("jaloux", de šakaryad- "être jaloux")
- -šay (ajouté à un radical nominal oblique): possession inséparable
ex. čakaryo-šay čay ("thé sucré", litt. "thé contenant du sucre")
- -tay (ajouté à un radical nominal oblique): absence, manque
ex. ciyo-tay ("non salé")
- -xu (ajouté à un radical nominal oblique): possession séparable
ex. ciyo-xu raƛʼ ("sol avec des cristaux de sel")

#### Suffixes de formation des verbes
Certains suffixes de formation des verbes, tels que les dérivatifs causatif et potentiel, ont déjà été mentionnés dans la section concernant la morphologie du verbe. Autres exemples :
- -kʼ- (ajouté à un adjectif qualitatif, un adverbe, ou parfois un verbe intransitif terminé par -x): verbes transitifs
ex. atʼi-kʼ- ("mouiller, détremper", de atʼiy "mouillé"), bito-kʼ- ("déplacer qqch", de bittay "là-bas"), łicʼo-kʼ- ("unir", de łicʼox- "mélanger")
- -ł- (ajouté à un adjectif qualitatif ou un adverbe): verbes intransitifs
ex. atʼi-ł- ("s’humidifier", de atʼiy "mouillé"), ade-x- ("avancer", de adāy "en face").

### Combinaison et réduplication
En tsez, il est aussi possible de créer des mots nouveaux par combinaison de mots existants; habituellement les noms et les verbes sont dérivés, mais il existe aussi des adjectifs et des adverbes composés. Seul le dernier composant est fléchi, car il s’agit du terme principal de l’expression. Cependant, il ne gouverne pas nécessairement l’affectation à une classe nominale du nom composé — si l’un des deux composants appartient à la classe I, alors le composant tout entier appartient à cette classe, sinon il est automatiquement affecté à la classe II. Parfois, le dernier composant est tronqué (voir le 4e exemple). Une suffixation peut aussi intervenir (voir le 1er exemple). La liste qui suit n’est pas exhaustive :
- debi-dey-łi "dispute, partage" (litt. "ton-mon" + nominalisateur -łi)
- eni-obiy ou eni-obu "parents" (litt. "père-mère")
- ħotʼo-čʼel "étrier" (litt. "emplacement-pied")
- -ikʼi-nex- "marcher de long en large" (litt. "aller-venir")
- ƛʼiri-ku "châle" (litt. ƛʼiri "par-dessus" - kur "jeter")
- niga-cʼuda "meurtri" (litt. "rouge-vert")
- rigu-žuka "n’importe quoi" (litt. "bon-mauvais")
- taqqo-naqqo "de long en large" (litt. "de ce côté-là – de ce côté-ci")
- tʼitʼi-ečʼ- "hacher" (litt. "déchirer-découper")

Une autre façon fréquente de dériver des mots nouveaux est la réduplication, qui peut dériver des noms aussi bien que des adjectifs et des verbes. Lors de la reduplication de noms, la syllabe initiale subit souvent une modification, comme dans xisi-basi "changements" or bix-mix (plantes). Cette méthode est utilisée pour intensifier des adjectifs (par ex. r-očʼi-r-očʼiy "très froid") et des verbes (ex. -okʼ-okʼ- "frapper à coups de couteau répétés"), mais elle est aussi utilisée pour des onomatopées (ex. ħi-ħi "hennissement").
Une autre façon encore, très productive, de former des verbes, résulte de la combinaison d’un mot (souvent un emprunt à l’arabe ou à l’avar) et des verbes tsez -oq- ("rester, devenir") ou -od- ("faire"), bien que certaines combinaisons puissent aussi être formées à partir d’autres verbes. On remarque que seul le second mot est fléchi, tandis que le premier reste non fléchi. Voici quelques exemples :
- bercin -oq- "être décoré" (de l’avar берцинав (bercinaw) "beau")
- paradat -od- "vendre" (du russe продать (prodat’) "vendre")
- razwod b-od- "divorcer" (du russe развод (razvod) "divorce")
- riƛu riƛʼ- "labourer" (litt. "labourer – champ labouré")
- rokʼ-ƛʼo-r r-ay- "se souvenir" (litt. "cœur-SUPER-LAT III-arriver")
- rokʼu r-exu- "avoir pitié (litt. "cœur mourir")
- sapu y-od- "détruire"
- tʼamizi -od- "causer" (de l’avar тIамизе (tʼamize) "forcer")
- woržizi -oq- "voler (en l’air)" (de l’avar -оржизе (-oržize) "voler")
- xabar b-od- "parler" (de l’arabe خبر (xabar) "nouvelles, message" via l’avar хабар (xabar) "histoire")

## Sources
- (en) Cet article est partiellement ou en totalité issu de l’article de Wikipédia en anglais intitulé « Tsez language » (voir la liste des auteurs).